# Katshituashku
Katshituashku (Misi-Maskwa; Stiff-Legged Bear, Stiff-Jointed Bear), Kod Indijanaca Cree, Naskapi i Montagnais Katshituashku je opisan kao monstruozno stvorenje ljudožder nalik na ogromnog medvjeda bez dlake s krutim nogama i velikom glavom. Njegova imena doslovno znače "medvjed ukočenih zglobova" ili "medvjed koji ukočeno hoda". (Misi-Maskwa znači "divovski medvjed".) Neki folkloristi vjeruju da je ovo stvorenje možda inspirirano mamutima ili fosilima mastodonta.
Ostale varijante imena: Katshituasku, Katcitowack, Katcheetohuskw, Katci-to'wack'w, Katcitowackw, Katciitowackw, Katshitushk, Katcitowu'sk, Ka'gitowa'sko, Kacitowaskw, Katshituseu, Katshituask, Kakatshwa, Katshitushk, Katcheetohuskw, Katshitushku.